# Norman Foster (réalisateur)
Pour les articles homonymes, voir Norman Foster et Foster.
Norman Foster (Richmond (Indiana), 13 décembre 1900 – Santa Monica (Californie), 7 juillet 1976 ), est un réalisateur, acteur et scénariste américain.

## Biographie

### Vie privée
Norman Foster a été marié à l'actrice Claudette Colbert de 1928 à 1934, juste avant qu'elle atteigne une grande célébrité.

## Filmographie

### Réalisateur
| - 1936 : I Cover Chinatown (en) - 1937 : Fair Warning (en) - 1937 : L'Énigmatique M. Moto (Think Fast, Mr. Moto) - 1937 : Le Serment de M. Moto (Thank You, Mr. Moto) - 1938 : Walking Down Broadway - 1938 : M. Moto court sa chance (Mr. Moto Takes a Chance) - 1938 : M. Moto dans les bas-fonds (Mysterious Mr. Moto) - 1939 : Mr. Moto's Last Warning - 1939 : Charlie Chan à Reno (Charlie Chan in Reno) - 1939 : Mr. Moto Takes a Vacation - 1939 : Charlie Chan et l'Île au trésor (Charlie Chan at Treasure Island) - 1940 : Charlie Chan au Panama (Charlie Chan in Panama) - 1940 : Le Guet-apens de Towash (en) (Viva Cisco Kid) - 1941 : Ride, Kelly, Ride (en) - 1941 : Scotland Yard (en) - 1943 : Voyage au pays de la peur (Journey Into Fear) - 1943 : Sang et Volupté (en) (Santa) - 1944 : La Fuga (en) - 1945 : Adieu toréro (en) (La Hora de la verdad) - 1946 : El Ahijado de la muerte (en) - 1948 : El Canto de la sirena - 1948 : Rachel and the Stranger - 1948 : Les Amants traqués (Kiss the Blood Off My Hands) | - 1949 : Pas de pitié pour les maris (en) (Tell It to the Judge) - 1950 : Les Cinq Gosses d'oncle Johnny (Father is a Bachelor) - 1950 : Lux Video Theatre (en) (série TV) - 1950 : Dans l'ombre de San Francisco (Woman on the Run) - 1952 : Navajo - 1952 : Sky Full of Moon (en) - 1953 : Sombrero - 1955 : Davy Crockett, roi des trappeurs (Davy Crockett, King of the Wild Frontier) - 1956 : Davy Crockett et les Pirates de la rivière (Davy Crockett and the River Pirates) - 1958 : Signé Zorro (The Sign of Zorro) - 1962 : Hans Brinker or the Silver Skates (TV) - 1965 : Indian Paint (en) - 1966 : Le Frelon vert (The Green Hornet) (série TV) - 1966 : Batman (série TV) - 1967 : Brighty of the Grand Canyon - 1967 : Custer (en) (série TV) - 1968 : The Legend of Custer - 1968 : Opération vol (It Takes a Thief) (série TV) - 1969 : The Great Sex War - 1974 : The Green Hornet - 1974 : The Deathhead Virgin (en) |

### Années 1920
- 1929 : Gentlemen of the Press (en) de Millard Webb : Ted Hanley
- 1929 : Love at First Sight (en) d'Edgar Lewis : Richard Norton

### Années 1930
- 1930 : Young Man of Manhattan de Monta Bell : Toby McLean
- 1931 : No Limit, de Frank Tuttle : Douglas Thayer
- 1931 : It Pays to Advertise de Frank Tuttle : Rodney Martin
- 1931 : Men Call It Love (en) d'Edgar Selwyn : Jack
- 1931 : Les Carrefours de la ville (City Streets) de Rouben Mamoulian : Extra on midway
- 1931 : Up Pops the Devil de A. Edward Sutherland : Steve Merrick
- 1931 : Confessions of a Co-Ed (en) de David Burton et Dudley Murphy : Hal
- 1931 : Reckless Living (en) de Cyril Gardner : Doggie
- 1931 : Under 18 d'Archie Mayo : Alf
- 1932 : Girl of the Rio (en) d'Herbert Brenon : Johnny Powell
- 1932 : Alias the Doctor de Lloyd Bacon et Michael Curtiz : Stephan Brenner
- 1932 : Play Girl de Ray Enright : Wallace 'Wally' Dennis
- 1932 : Steady Company (en) d'Edward Ludwig : Jim
- 1932 : The Cohens and Kellys in Hollywood (en) de John Francis Dillon : Maurice Cohen
- 1932 : Week-End Marriage de Thornton Freeland : Ken Hayes
- 1932 : Skyscraper Souls d'Edgar Selwyn : Tom Shepherd
- 1932 : Strange Justice (en) de Victor Schertzinger : Wally Baker
- 1932 : Prosperity (en) de Sam Wood : John Warren
- 1933 : La Foire aux illusions (State Fair) de Henry King : Wayne Frake
- 1933 : Professional Sweetheart de William A. Seiter : Jim Davey
- 1933 : Deux Femmes (Pilgrimage) de John Ford : Jim 'Jimmy' Jessop (Hannah's son)
- 1933 : Idylle sous les toits (Rafter Romance) de William A. Seiter : Jack Bacon
- 1933 : Walls of Gold (en) de Kenneth MacKenna : Barnes Ritchie
- 1934 : Elinor Norton (en) d'Hamilton MacFadden : Bill Carroll
- 1934 : Orient-Express de Paul Martin : Carlton Myatt
- 1934 : Strictly Dynamite d'Elliott Nugent : Nick Montgomery
- 1935 : Bas le masque (Behind the Evidence) de Lambert Hillyer : Tony Sheridan
- 1935 : Behind the Green Lights (en) de Christy Cabanne : Dave Britten
- 1935 : The Hoosier Schoolmaster (en) de Lewis D. Collins : Ralph Hartsook
- 1935 : La Joyeuse Aventure (Ladies Crave Excitement), de Nick Grinde : Don Phelan
- 1935 : Monseigneur le détective (The Bishop Misbehaves) d'Ewald André Dupont : Donald Meadows
- 1935 : Escape from Devil's Island (en) d'Albert S. Rogell : Andre Dion
- 1935 : The Fire Trap (en) de  Burt P. Lynwood : Bill Farnsworth
- 1935 : À toute allure (Super-Speed) de Lambert Hillyer : Randy Rogers
- 1935 : Suicide Squad (en) de Raymond K. Johnson : Larry Barker
- 1936 : The Leavenworth Case de Lewis D. Collins : Police Lt. Bob Grice
- 1936 : Everybody's Old Man (en) de James Flood : Ronald Franklin
- 1936 : Fatal Lady (en) d'Edward Ludwig : Phillip Roberts
- 1936 : High Tension (en) d'Allan Dwan : Eddie Mitchell
- 1936 : I Cover Chinatown (en) de lui-même : Eddie Barton
- 1938 : M. Moto dans les bas-fonds (Mysterious Mr. Moto) de lui-même : Hoodlum in tavern

### Années 1970
- 1972 : Play It as It Lays, de Franck Perry : Abortionist
- 1973 : Winesburg, Ohio (TV) : Old Pete
- 1973 : A Special Act of Love (TV) : Dr Leon Lesser
- 1974 : Double Solitaire (TV) : Ernest
- 1976 : Woman in the Rain : Assistant Director for HighShine Commercial

### Scénariste
- 1937 : Fair Warning (en)
- 1937 : L'Énigmatique M. Moto (Think Fast, Mr. Moto)
- 1937 : Le Serment de M. Moto (Thank You, Mr. Moto)
- 1938 : M. Moto dans les bas-fonds (Mysterious Mr. Moto)
- 1939 : Mr. Moto Takes a Vacation
- 1944 : La Fuga (en)
- 1945 : Adieu toréro (en) (La Hora de la verdad)
- 1946 : El Ahijado de la muerte
- 1948 : El Canto de la sirena
- 1949 : La Casa embrujada
- 1950 : Dans l'ombre de San Francisco (Woman on the Run)
- 1952 : Navajo
- 1952 : Sky Full of Moon (en)
- 1953 : Sombrero
- 1956 : Davy Crockett et les Pirates de la rivière (Davy Crockett and the River Pirates)
- 1958 : Signé Zorro (The Sign of Zorro)
- 1965 : Indian Paint
- 1967 : Brighty of the Grand Canyon